# Колонија Мика (Тимиш)
Колонија Мика (рум. Colonia Mică) насеље је у Румунији у жупанији Тимиш у граду Фађету. Oпштина се налази на надморској висини од 173 m.

## Становништво
Према подацима из 2002. године у насељу је живело 202 становника.

### Попис2002.
| Расподела становништва по националности 2002.‍ | Расподела становништва по националности 2002.‍ | Расподела становништва по националности 2002.‍ | Расподела становништва по националности 2002.‍ | Расподела становништва по националности 2002.‍ |
| --------------------------------------------- | --------------------------------------------- | --------------------------------------------- | --------------------------------------------- | --------------------------------------------- |
|                                               |                                               |                                               |                                               |                                               |
| Румуни                                        | Румуни                                        |                                               | 194                                           | 97,0%                                         |
| Мађари                                        | Мађари                                        |                                               | 6                                             | 3,0%                                          |